# Hedychium coronarium
Espèce
Statut de conservation UICN

 DD  : Données insuffisantes

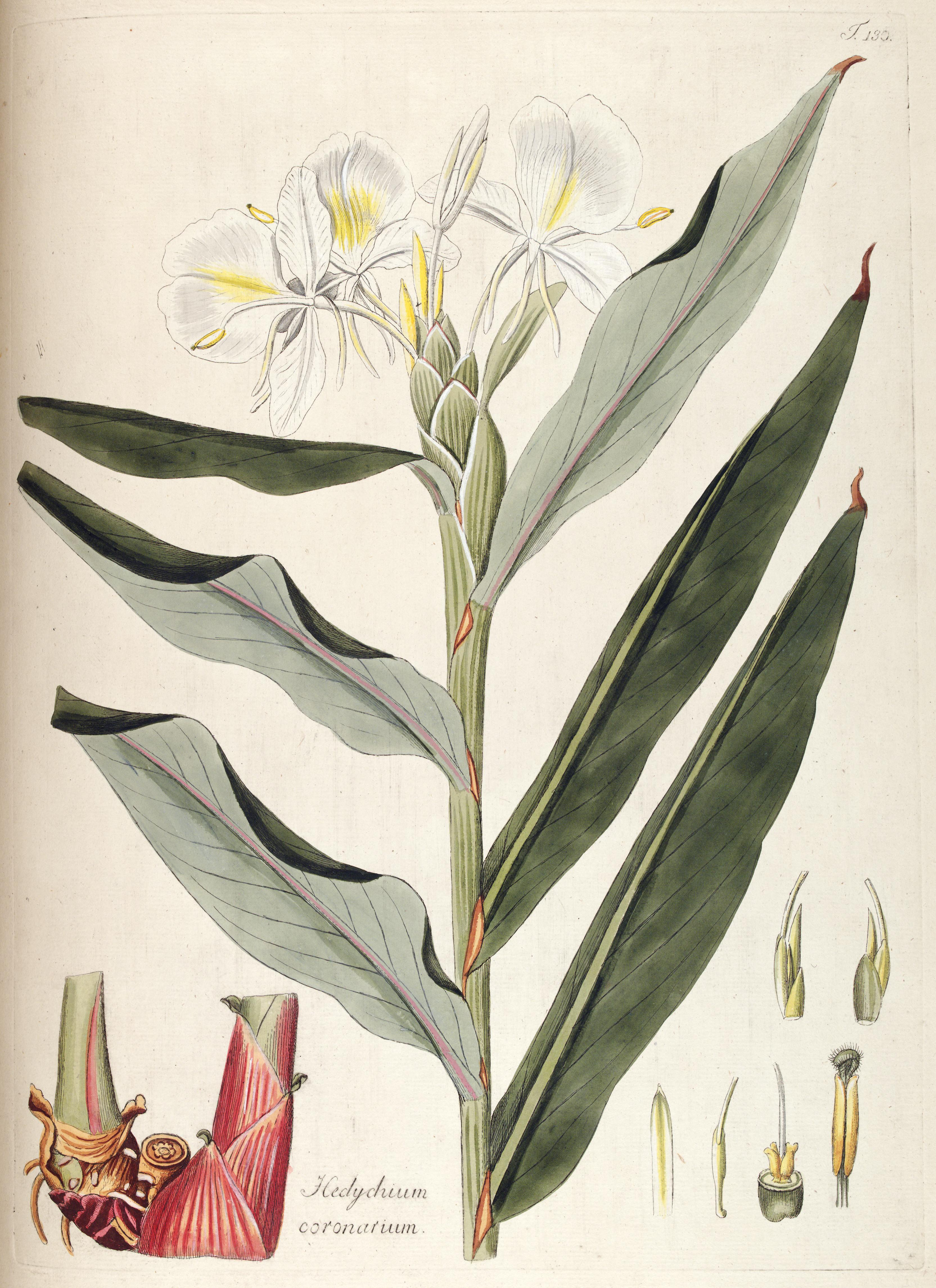
T. 130 Fragmenta botanica, figuris coloratis illustrata.

Hedychium coronarium est une espèce de plantes de la famille des Zingibéracées. Elle a pour noms vernaculaires Hédychie couronnée, Longose blanc, Longoze, Longose couronné, Gingembre papillon ou encore Gingembre blanc.
Hedychium coronarium est la fleur nationale de Cuba où il est connu comme Flor de Mariposa (fleur papillon) en raison de la ressemblance de la fleur avec un papillon blanc. Cette espèce est parfumée et les femmes se garnissaient de ces fleurs lors de la colonisation espagnole de Cuba. Il est de tradition de dire que la maison d'un agriculteur n'est pas terminée s'il n'a pas planté une Flor de Mariposa dans son jardin. Aujourd'hui, l'espèce est retournée à l'état sauvage dans les zones humides et froides de la Sierra de los Órganos, à l'ouest de la province de Pinar del Río, des montagnes Escambray au centre de l'île et dans la Sierra Maestra, à son ouest.[réf. nécessaire]
Il est commun au Brésil et est considéré comme une plante envahissante. Il y a été introduit à l'époque de l'esclavage, apporté par des esclaves africains.